# محمد بنسودة
محمد بنسودة ، ولد في عام 1912 في مدينة فاس توفي 23 غشت 1970 وهو مغربي المواطنة
```

```

## السيرة الذاتية
درس في جامعة القرويين وفي مدرسة ثانوية مولاي-إدريس.
- في عام 1944 وقع على وثيقة الاستقلال ولعب دورا هاما في الأحداث المعروفة في 29 و30 نيسان / أبريل ، مما أدى به إلى السجن حتى عام 1946.
- في عام 1952 نفي إلى ميسور. بعد الاستقلال عين كمندوب وزارة الشباب والرياضة في الدار البيضاء ثم مفتش مستعمرات العطل في المغرب، وقد قاد تنظيم أول دورة الألعاب الاولمبية العربية في الدار البيضاء.
- توفي في ألمانيا إثر إصابته بأزمة قلبية في محطة قطار كان في طريقه إلى فيينا لزيارة صديقه، أستاذ عبد الكبير الفاسي، ودفن في الدار البيضاء.